# 6-Stunden-Rennen von Silverstone 1980

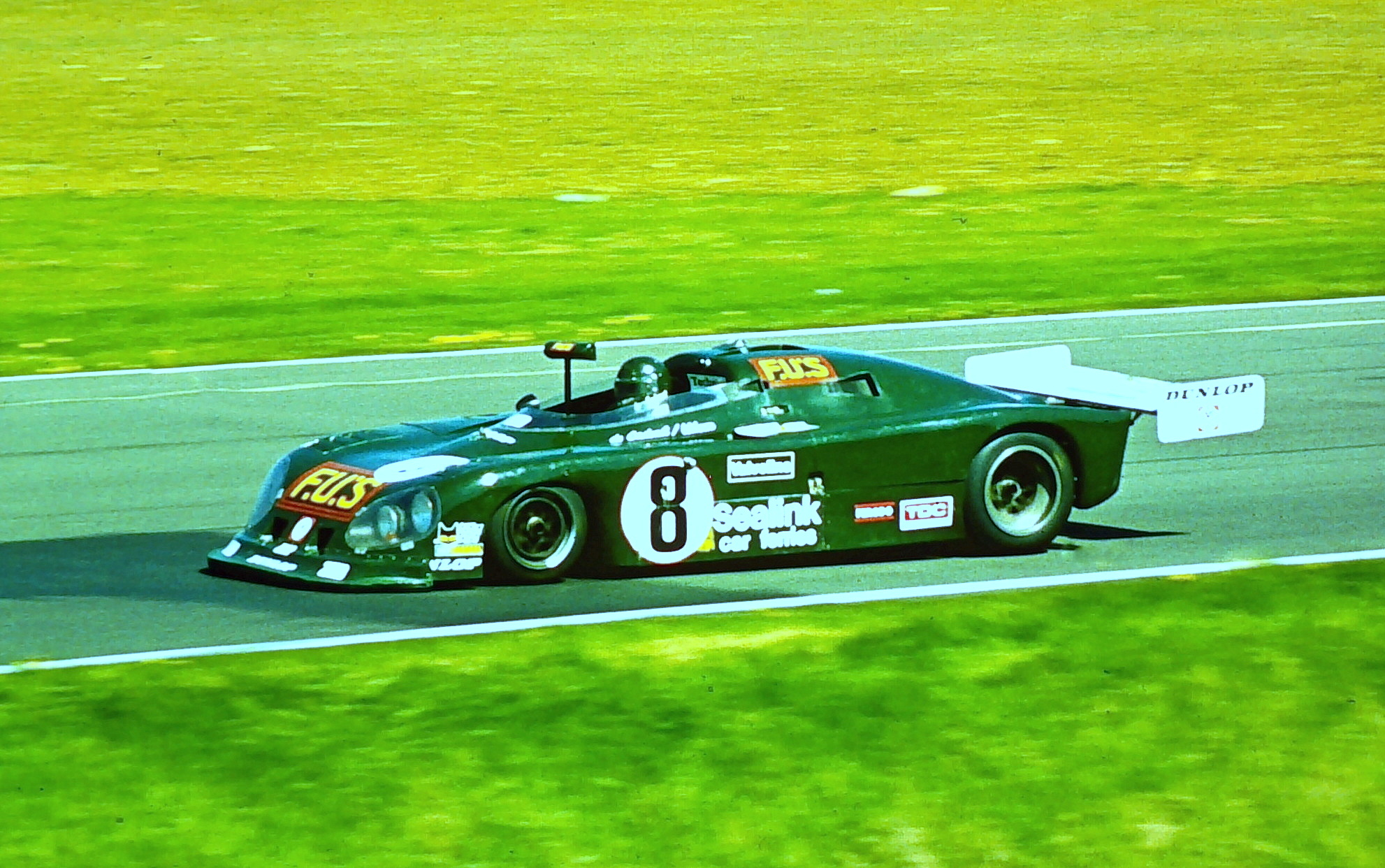
Der siegreiche De Cadenet Lola LM von Alain de Cadenet und Desiré Wilson

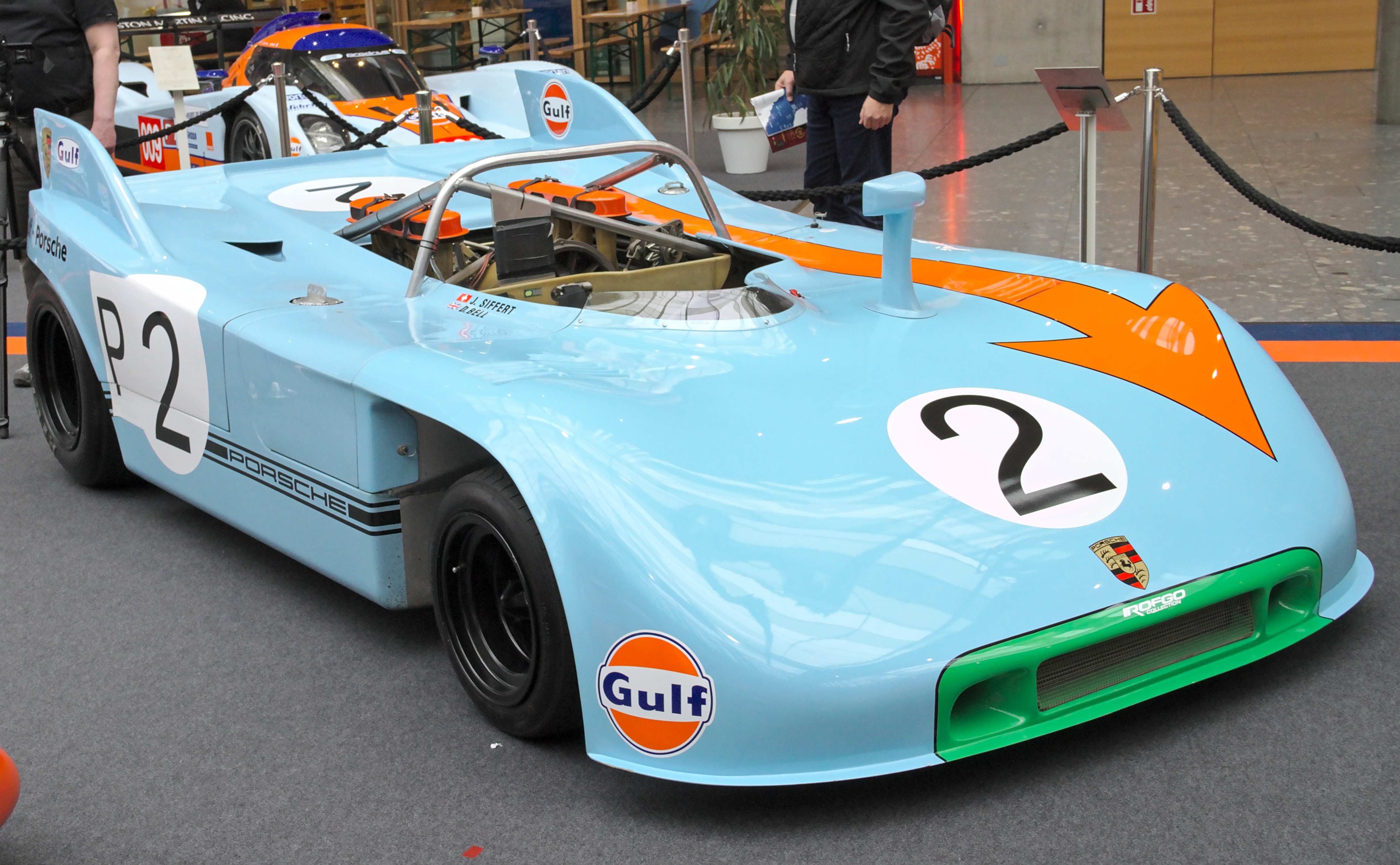
Porsche 908/3 Fahrgestellnummer 012. Siegfried Brunn und Jürgen Barth fuhren diesen Wagen an die zweite Stelle der Gesamtwertung

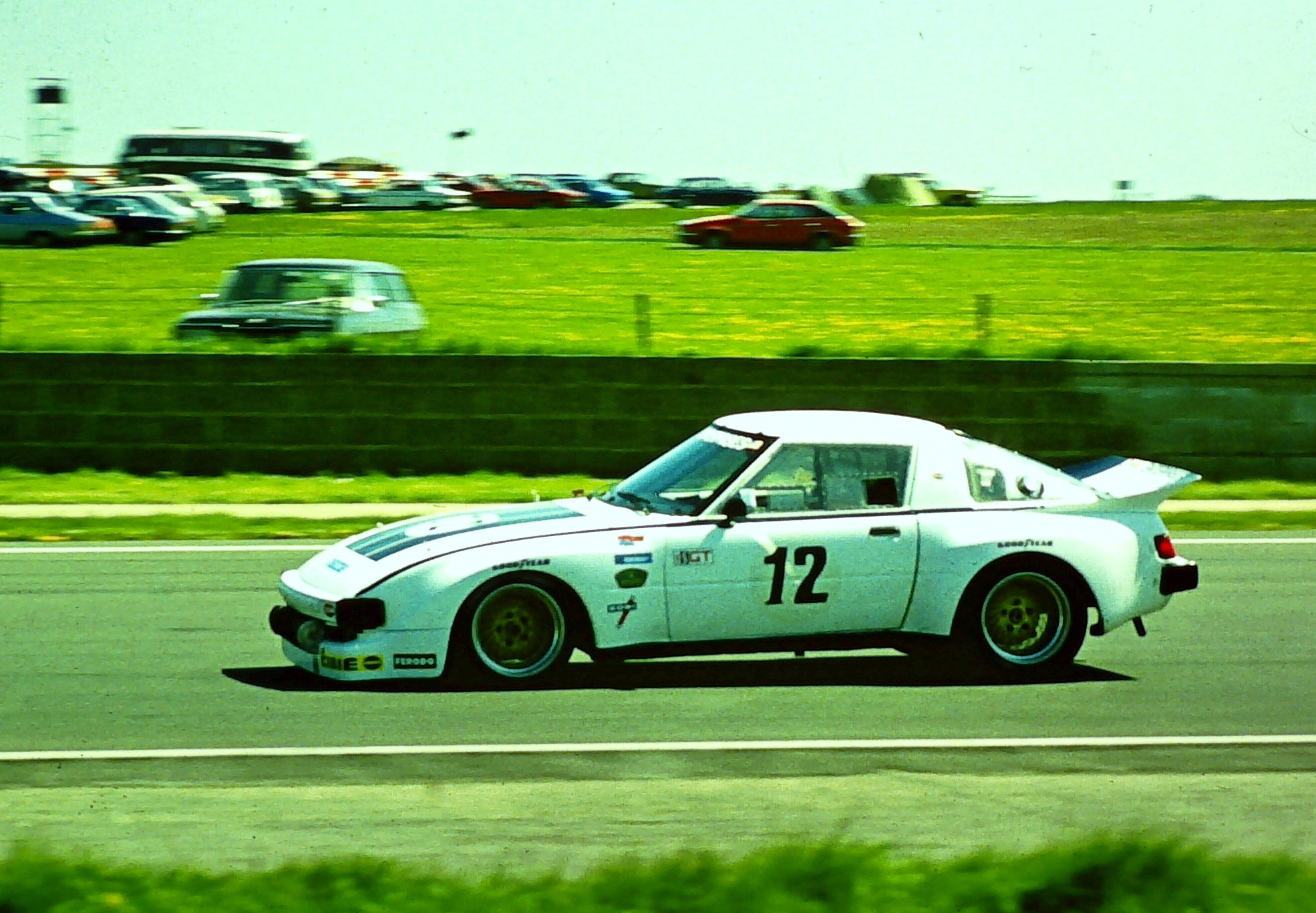
Mazda RX-7 mit der Startnummer 12. Ernesto Soto, Pierre Honegger und Mark Hutchins fuhren diesen Wagen an die 9. Stelle der Gesamtwertung

Das 6-Stunden-Rennen von Silverstone 1980, auch Silverstone World Championship 6 Hours, Silverstone Grand Prix Circuit, fand am 11. Mai auf dem Silverstone Circuit statt und war der siebte Wertungslauf der Sportwagen-Weltmeisterschaft dieses Jahres.

## Das Rennen
Nach ihrem Erfolg beim 1000-km-Rennen von Monza gewannen Alain de Cadenet und seine Teamkollegin Desiré Wilson überraschend auch den Weltmeisterschaftslauf in Silverstone. Auf dem Lola-Eigenbau siegte das Duo mit einem Vorsprung von 18 Sekunden auf Siegfried Brunn und Jürgen Barth im Porsche 908/3. Der von Brunn gemeldete Porsche mit der Fahrgestell 012 gab sein Renndebüt bereits beim 1000-km-Rennen auf dem Nürburgring 1971, am Steuer Jo Siffert und Derek Bell. 1973 wurde der Wagen an Reinhold Joest verkauft und kam 1980 zu Brunn.
Gesamtdritte wurden John Paul senior und Brian Redman im Porsche 935 JLP-2, die die Klasse der IMSA-Rennwagen gewannen. Schnellstes Gruppe-5-Fahrzeug war der Lancia Beta Montecarlo Turbo von Walter Röhrl und Michele Alboreto, der an der vierten Stelle der Gesamtwertung ins Ziel kam.
Richard Cleare und Tony Dron gewannen im Porsche 934 die GT-Klasse; Enzo Calderari und Marco Vanoli im BMW 320i, die der Tourenwagen. Der Preis in der 2-Liter-Sportwagenklasse konnte nicht vergeben werden, da kein Teilnehmer das Ziel erreichte.

## Ergebnisse

### Schlussklassement
| 1               | S + 2.0 | 8  | Alain de Cadenet                        | Alain de Cadenet Desiré Wilson                     | De Cadenet Lola LM           | 235 |
| 2               | S + 2.0 | 5  | Siegfried Brunn                         | Siegfried Brunn Jürgen Barth                       | Porsche 908/3                | 235 |
| 3               | IMSA    | 18 | JLP Racing                              | John Paul senior Brian Redman                      | Porsche 935 JLP-2            | 234 |
| 4               | Gr. 5   | 54 | Lancia Corse Italy                      | Walter Röhrl Michele Alboreto                      | Lancia Beta Montecarlo Turbo | 232 |
| 5               | Gr. 5   | 16 | Vegla Racing Team                       | Dieter Schornstein Harald Grohs                    | Porsche 935/77A              | 228 |
| 6               | Gr. 5   | 22 | Weralit Elora Team                      | Edgar Dören Jürgen Lässig Gerhard Holup            | Porsche 935K3                | 225 |
| 7               | IMSA    | 11 | Rosso Ltd.                              | Steve O’Rourke Chris Craft Vic Norman              | Ferrari 512 BB               | 207 |
| 8               | GT      | 29 | Autofarm Ltd.                           | Richard Cleare Tony Dron                           | Porsche 934                  | 206 |
| 9               | IMSA    | 12 | Z & W Enterprises Racing Inc.           | Ernesto Soto Pierre Honegger Mark Hutchins         | Mazda RX-7                   | 206 |
| 10              | GT      | 31 | Christian Bussi                         | Jacques Guérin Fréderic Alliot Christian Bussi     | Porsche 934                  | 206 |
| 11              | T       | 58 | Eggenberger Motorsport                  | Enzo Calderari Marco Vanoli                        | BMW 320i                     | 197 |
| Ausgefallen     |         |    |                                         |                                                    |                              |     |
| 12              | IMSA    | 6  | March Racing                            | Patrick Nève Michael Korten                        | March-BMW M1                 | 208 |
| 13              | S 2.0   | 41 | Scuderia Torino Corse                   | Lella Lombardi Vittorio Brambilla                  | Osella PA8                   | 181 |
| 14              | Gr. 5   | 20 | Charles Ivey Racing                     | John Cooper Pete Lovett Dudley Wood                | Porsche 935K3                | 175 |
| 15              | S 2.0   | 42 | Dorset Racing Associates                | Nick Faure Nick Mason Peter Clark                  | Lola T297                    | 166 |
| 16              | Gr. 5   | 55 | Jolly Club                              | Carlo Facetti Martino Finotto                      | Lancia Beta Montecarlo Turbo | 165 |
| 17              | Gr. 5   | 19 | Porsche Kremer Racing                   | Guy Edwards John Fitzpatrick Axel Plankenhorn      | Porsche 935K3/80             | 128 |
| 18              | GT      | 32 | Morris Stapleton London’s Morgan Agents | Richard Down Bruce Stapleton William Wykeham       | Morgan Plus 8                | 121 |
| 19              | Gr. 5   | 24 | Malaya Garage Ltd.                      | Adrian Yates-Smith Mike Wilds Barrie Williams      | Porsche 911SC                | 115 |
| 20              | GT      | 30 | Formel Rennsport Club                   | Peter Zbinden Edi Kofel                            | Porsche 934                  | 85  |
| 21              | Gr. 5   | 27 | Tony Wingrove                           | Tony Wingrove Barry Robinson                       | Porsche Carrera              | 45  |
| 22              | S 2.0   | 43 | David Mercer                            | David Mercer Mike Chittenden Richard Jones         | Vogue SP2                    | 35  |
| 23              | Gr. 5   | 53 | Lancia Corse Italy                      | Riccardo Patrese Eddie Cheever                     | Lancia Beta Montecarlo Turbo | 26  |
| 24              | S + 2.0 | 1  | Andre Chevalley Racing                  | Patrick Gaillard André Chevalley François Trisconi | ACR 80                       | 25  |
| 25              | GTP     | 10 | Ault & Wiborg Ltd.                      | Robin Hamilton Derek Bell                          | Aston Martin AM V8           | 20  |
| 26              | GTP     | 9  | Ault & Wiborg Ltd.                      | David Preece Simon Phillips                        | Gipfast Special              | 4   |
| Nicht gestartet |         |    |                                         |                                                    |                              |     |
| 27              | S + 2.0 | 2  | Ian Bracey                              | Tiff Needell Tony Trimmer Ian Bracey               | Ibec P6                      | 1   |
| 28              | Gr. 5   | 14 | Janspeed ADA with the TR Register       | John Sheldon Ian Harrower                          | Triumph TR8                  | 2   |
| 29              | Gr. 5   | 47 | Willy F Racing Team                     | Preben Kristoffersen Kurt Simonsen                 | BMW 320i                     | 3   |
| 30              | Gr. 5   | 50 | Richard Jenvey                          | Lawrie Hickman Richard Jenvey                      | Lotus Esprit S1              | 4   |
| 31              | Gr. 5   | 51 | Frox Clothing Company Ltd.              | Martin Birrane Syd Fox                             | Lotus Esprit S1              | 5   |

1 Motorschaden im Training
2 nicht gestartet
3 nicht gestartet
4 zurückgezogen
5 zurückgezogen

### Nur in der Meldeliste
Hier finden sich Teams, Fahrer und Fahrzeuge, die ursprünglich für das Rennen gemeldet waren, aber aus den unterschiedlichsten Gründen daran nicht teilnahmen.
| Pos. | Klasse  | Nr. | Team                    | Fahrer                                  | Chassis         |
| ---- | ------- | --- | ----------------------- | --------------------------------------- | --------------- |
| 32   | S + 2.0 | 4   | Martini Racing          | Reinhold Joest Volkert Merl             | Porsche 908/80  |
| 33   | Gr. 5   | 15  | Christian Bussi         | Christian Bussi Bernard Salam           | Porsche 935     |
| 34   | Gr. 5   | 17  | Meccarillos Racing Team | Claude Haldi Bernard Béguin             | Porsche 935/77A |
| 35   | Gr. 5   | 21  | Mahlke Racing           | Klaus Böhm Uwe Köhler Günther Schneider | Porsche 935     |
| 36   | Gr. 5   | 23  | Erich Schiebler         | Erich Schiebler Helmut Gaffal           | Porsche 935     |
| 37   | Gr. 5   | 28  | MDN Porsche Racing      | Mark Dorrington Niblett Tony Lanfranchi | Porsche Carrera |
| 38   | ser. GT | 33  | Franco Gasparetti       | Franco Gasparetti                       | Porsche Carrera |
| 39   | Gr. 5   | 45  | Tuff-Kote Dinol Racing  | Jan Lundgardh                           | Porsche 935Li   |
| 40   | Gr. 5   | 48  | Team Warsteiner         | Albrecht Krebs Gerd Reiss               | BMW 320i Turbo  |
| 41   | ser. GT | 57  |                         | Jean-Henri Dubreuil Claude Percy        | Porsche Carrera |

### Klassensieger
| Klasse  | Fahrer                  | Fahrer           | Fahrzeug                     | Platzierung im Gesamtklassement |
| ------- | ----------------------- | ---------------- | ---------------------------- | ------------------------------- |
| S + 2.0 | Alain de Cadenet        | Desiré Wilson    | De Cadenet Lola LM           | Gesamtsieg                      |
| S 2.0   | kein Teilnehmer im Ziel |                  |                              |                                 |
| Gr. 5   | Walter Röhrl            | Michele Alboreto | Lancia Beta Montecarlo Turbo | Rang 4                          |
| GT      | Richard Cleare          | Tony Dron        | Porsche 934                  | Rang 8                          |
| T       | Enzo Calderari          | Marco Vanoli     | BMW 320i                     | Rang 11                         |
| IMSA    | John Paul senior        | Brian Redman     | Porsche 935 JLP-2            | Rang 3                          |
| GTP     | kein Teilnehmer im Ziel |                  |                              |                                 |

### Renndaten
- Gemeldet: 41
- Gestartet: 26
- Gewertet: 11
- Rennklassen: 7
- Zuschauer: unbekannt
- Wetter am Renntag: warm und trocken
- Streckenlänge: 4,719 km
- Fahrzeit des Siegerteams: 6:00:00,000 Stunden
- Gesamtrunden des Siegerteams: 235
- Gesamtdistanz des Siegerteams: 1106,601 km
- Siegerschnitt: 184,430 km/h
- Pole Position: John Fitzpatrick – Porsche 935K3/80 (#19) – 1:22,090 = 206,931 km/h
- Schnellste Rennrunde: John Fitzpatrick – Porsche 935K3/80 (#19) – 1:25,530 = 198,067 km/h
- Rennserie: 7. Lauf zur Sportwagen-Weltmeisterschaft 1980